# Nová Ves nad Popelkou
Nová Ves nad Popelkou (in tedesco Neudorf an der Popelka) è un comune della Repubblica Ceca facente parte del distretto di Semily, nella regione di Liberec.